# ミカゲ沢ノ頭
ミカゲ沢ノ頭（みかげさわの あたま/かしら）は、丹沢山地の丹沢主稜にある標高1,421mの山である。神奈川県相模原市緑区と足柄上郡山北町との境界線上に位置し、丹沢大山国定公園に属する。
当山から蛭ヶ岳までは、丹沢の一般登山路でも屈指の急坂であり、滑落者がよく出ているので注意を要する（特に凍結時）。

## 周辺の山
- 蛭ヶ岳（1,673m）
- 臼ヶ岳（1,460m）

## 画像

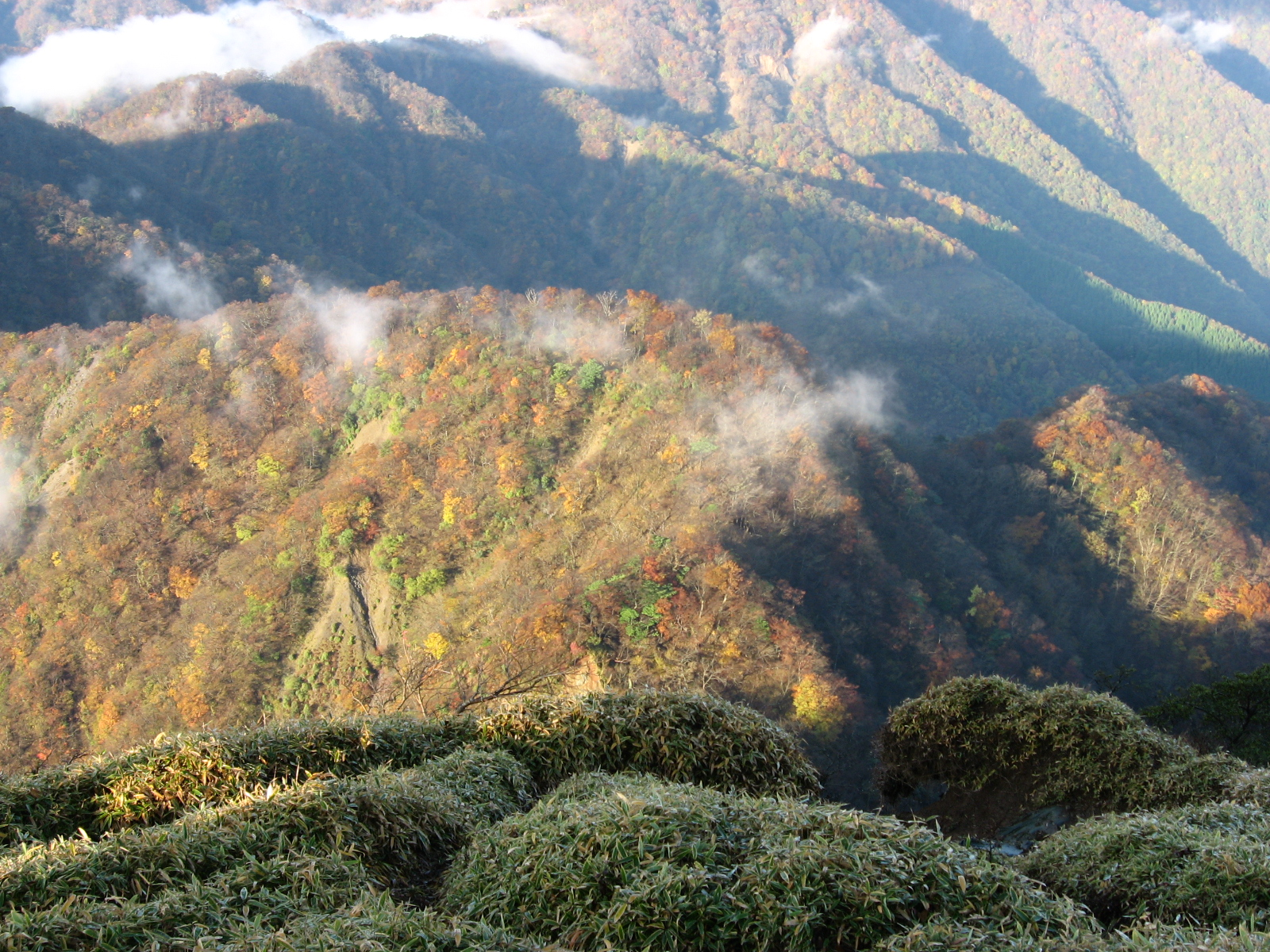
蛭ヶ岳付近から見たミカゲ沢ノ頭
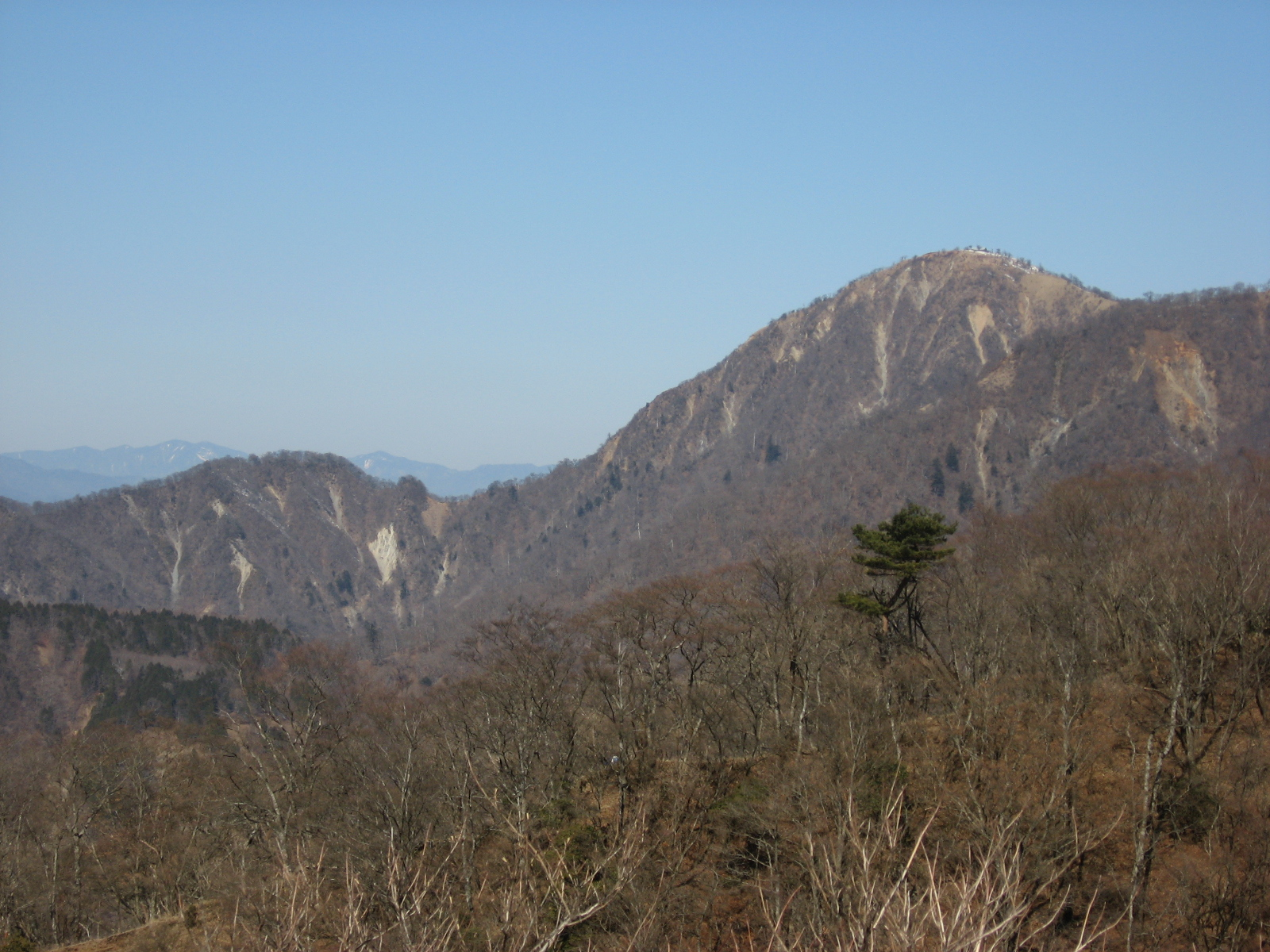
花立付近から見たミカゲ沢ノ頭(左)と蛭ヶ岳(右)。この区間は急坂が続く。